# Hetzschen
Hetzschen ist ein Gemeindeteil des Ortsteils Erlbach der Stadt Markneukirchen im Vogtlandkreis (Freistaat Sachsen). Er kam mit der Gemeinde Erlbach am 1. Januar 2014 zur Stadt Markneukirchen.

## Geografie

### Lage
Hetzschen liegt im Süden des sächsischen Teils des historischen Vogtlands bzw. Oberen Vogtlands südwestlich von Erlbach, zu dessen Gemarkung die Siedlung auch gehört. Das Dorf befindet sich im Naturpark Erzgebirge/Vogtland am Nordrand des Elstergebirges.

### Nachbarorte
|                |                                             | Erlbach   |
| Markneukirchen | Kompassrose, die auf Nachbargemeinden zeigt | Eubabrunn |
|                | Wernitzgrün                                 |           |

## Geschichte
Hetzschen ist um 1578 als „Hätzschen“ erwähnt. Der Ort in der Flur von Erlbach zählte zu dieser Zeit vier Häusler. Die Grundherrschaft über den Ort war zwischen den Rittergütern Wohlhausen und Erlbach oberer Teil geteilt. Im Jahr 1834 hatte der Ort sechs Häuser und 36 Einwohner. Die Einwohnerzahl stieg im Lauf des 19. Jahrhunderts auf 83 im Jahr 1871 und 108 Einwohner im Jahr 1890.
Als Gemeindeteil von Erlbach gehörte Hetzschen bis 1856 zum kursächsischen bzw. königlich-sächsischen Amt Voigtsberg, nach 1856 zum Gerichtsamt Markneukirchen und ab 1875 zur Amtshauptmannschaft Oelsnitz. Durch die zweite Kreisreform in der DDR kam Hetzschen als Gemeindeteil von Erlbach im Jahr 1952 zum Kreis Klingenthal im Bezirk Chemnitz (1953 in Bezirk Karl-Marx-Stadt umbenannt), der im Jahr 1990 als sächsischer Landkreis Klingenthal fortgeführt wurde und 1996 im Vogtlandkreis aufging.
Mit der Eingliederung der Gemeinde Erlbach in die Stadt Markneukirchen wurde Hetzschen am 1. Januar 2014 ein Gemeindeteil von Markneukirchen.

## Tourismus
In Hetzschen befindet sich das Landhotel „Lindenhöhe“.